# 稲瀬信也
稲瀬 信也（いなせ しんや、1月17日 - ）は、日本の漫画家。

## 主な作品

### 連載
- 星の海のアムリ-月の闇のプラグイン-（『月刊コミック電撃大王』、アスキー・メディアワークス）
- 俺の彼女と幼なじみが修羅場すぎる+H（『月刊ビッグガンガン』、スクウェア・エニックス）